# 櫓 (ヨーロッパの城郭)

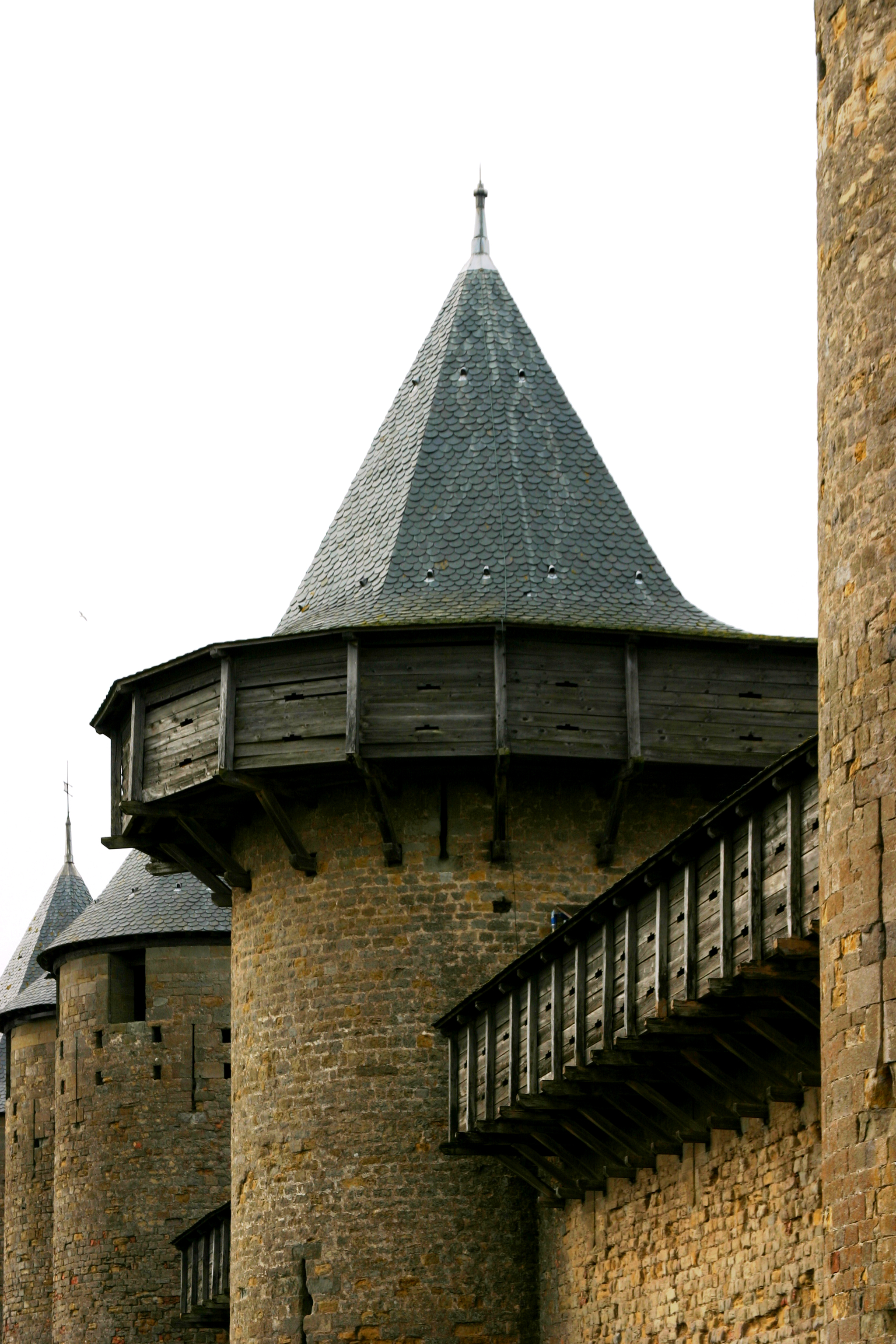
カルカソンヌの城壁上に造られた櫓

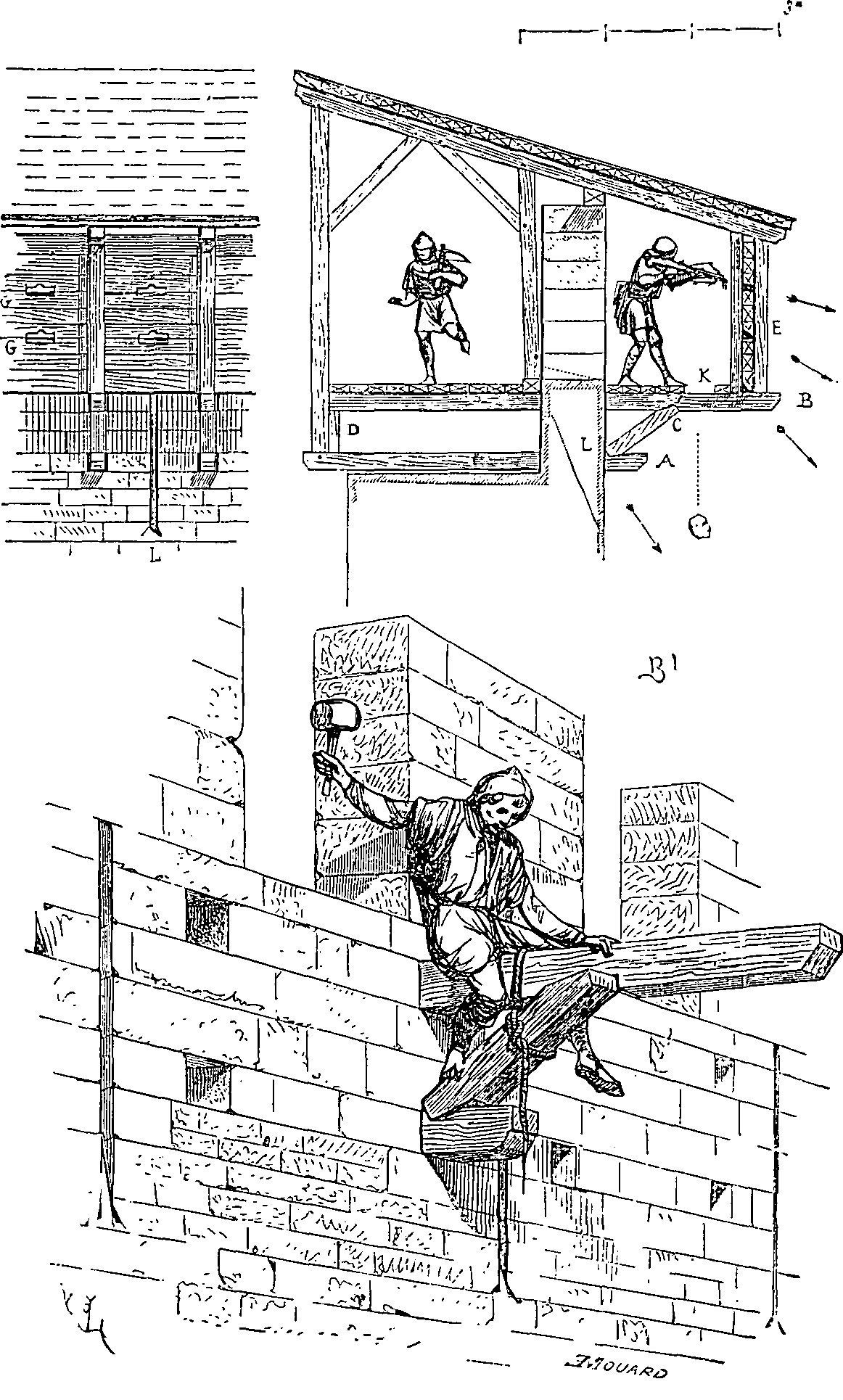
櫓の機能（上）と建築法（下）

中世ヨーロッパの櫓（やぐら、英語: Hoarding，フランス語: Hourd）は、城壁（幕壁や塔）の頂部に沿って造られた屋根状の木造建築物であった。日本語で木造櫓、ホーディング、ホールディングなどと表記されることもある。
櫓は城壁の垂直面（壁面）に対する防御力の強化のために造られており、壁の外面上に片持ち梁のように張り出した包囲型の戦闘回廊である。櫓の側面には狭間窓（銃眼）が、下面には出し狭間（石落とし）が設けられるのが一般的であった。この出し狭間により城壁の壁面に対する火線が十分確保されることになるが、櫓が木造であるがゆえに火災に弱かった。中世に造られた木造の櫓はほとんど現存しないが、イギリスのストークセイ城とフランスのラヴァル城など極わずかの例より往時の姿が解明されており、木造の櫓は戦時のみの仮設構造物ではなく一部は恒久構造物として造られていたと考えられている。
木造の櫓に対して、より建築コストが掛かるが頑丈で火災にも強いのが石造りのマチコレーション（出し狭間）であった。また城壁面への火線を確保するための建築物としては、側防塔、タレット、張り出し櫓（バルティザン）などもある。